# SC Cambuur-Leeuwarden in het seizoen 2013/14
In het seizoen 2013/2014 kwam SC Cambuur uit in de Nederlandse Eredivisie. SC Cambuur was als kampioen van de Jupiler League geplaatst voor de Eredivsie. Het seizoen werd geopend op 4 augustus 2013 tegen NAC Breda.
Bij de winterstop stond SC Cambuur in de onderste regionen van de Eredivisie. En werd in de strijd om KNVB beker vlak voor de winterstop uitgeschakeld doordat ze in Leeuwarden verloren van FC Utrecht met 0-2. Na de winterstop klom SC Cambuur op de ranglijst om uiteindelijk 12e in de Eredivisie te worden. Wat betekende dat SC Cambuur ook in het seizoen 2014/2015 in de Eredivisie speelt. Tijdens het seizoen 2013/2014 vond nog wel een trainerswissel plaats. Dwight Lodeweges vertrok op 1 april 2014, nadat hij een dag eerder bekend had gemaakt dat hij het volgende seizoen trainer zou zijn van sc Heerenveen. Dit werd hem door de sommige supporters van SC Cambuur niet in dank afgenomen. Deze beschouwen sc Heerenveen als de grote concurrent. Henk de Jong nam voor de rest van het seizoen de taken waar. Later werd bekend dat De Jong ook in het seizoen 2014/2015 trainer zal zijn van SC Cambuur.

## Selectie
| Nr. | Naam                 | Nationaliteit         | Positie      | Vorige club               |
| --- | -------------------- | --------------------- | ------------ | ------------------------- |
| 1   | Tim Coremans         | Nederland             | Doelman      |                           |
| 2   | Wout Droste          | Nederland             | Verdediger   | Go Ahead Eagles           |
| 3   | Robert van Boxel     | Nederland             | Verdediger   | Sparta Rotterdam          |
| 4   | Martijn van der Laan | Nederland             | Verdediger   | SC Veendam                |
| 5   | Marlon Pereira       | Nederland             | Verdediger   | Botev Plovdiv             |
| 6   | Erik Bakker          | Nederland             | Middenvelder | FC Zwolle                 |
| 7   | Paul Mulders         | Filipijnen/ Nederland | Middenvelder | Chiangrai United          |
| 8   | Bart van Brakel      | Nederland             | Middenvelder | FC Den Bosch              |
| 9   | Martijn Barto        | Nederland             | Aanvaller    | Harkemase Boys (amateurs) |
| 10  | Paco van Moorsel     | Nederland             | Middenvelder | FC Groningen              |
| 11  | Oliver Feldballe     | Denemarken            | Aanvaller    | Randers FC                |
| 12  | Michiel Hemmen       | Nederland             | Aanvaller    | KVC Westerlo              |
| 15  | Mart Dijkstra        | Nederland             | Verdediger   | Harkemase Boys (amateurs) |
| 16  | Jeremy de Graaf      | Nederland             | Aanvaller    | VVOG                      |
| 17  | Lucas Bijker         | Nederland             | Verdediger   | eigen jeugd               |
| 18  | Bartholomew Ogbeche  | Nigeria               | Aanvaller    | Xerez CD                  |
| 19  | Jody Lukoki          | Nederland             | Aanvaller    | AFC Ajax (huur)           |
| 21  | Mohamed El Makrini   | Nederland Marokko     | Middenvelder | FC Den Bosch              |
| 22  | Leonard Nienhuis     | Nederland             | Doelman      | SC Veendam                |
| 23  | Johnny de Vries      | Nederland             | Verdediger   | FC Emmen                  |
| 24  | Marcel Ritzmaier     | Oostenrijk            | Middenvelder | PSV(huur)                 |
| 26  | Harm Zeinstra        | Nederland             | Doelman      | FC Emmen                  |
| 27  | Bob Schepers         | Nederland             | Aanvaller    | FC Utrecht (huur)         |
| 28  | Elvis Manu           | Nederland             | Aanvaller    | Feyenoord (huur)          |
| 30  | Ramon Leeuwin        | Nederland             | Verdediger   | ADO Den Haag              |
| 42  | Alexander Christovão | Angola                | Aanvaller    | FC Groningen              |

### In
| Naam                 | Nationaliteit         | Positie | Oude club                 |
| -------------------- | --------------------- | ------- | ------------------------- |
| Bart van Brakel      | Nederland             | MV      | FC Den Bosch              |
| Alexander Christovão | Nederland             | AV      | FC Groningen              |
| Ramon Leeuwin        | Nederland             | VD/MV   | ADO Den Haag              |
| Paco van Moorsel     | Nederland             | MV      | FC Groningen (huur)       |
| Leonard Nienhuis     | Nederland             | DM      | FC Groningen              |
| Ruud Swinkels        | Nederland             | DM      | PSV                       |
| Oliver Feldballe     | Denemarken            | AV      | Randers FC                |
| Jeremy de Graaf      | Nederland             | VMV     | VVOG                      |
| Marlon Pereira       | Nederland             | VD/MV   | Botev Plovdiv             |
| Jody Lukoki          | Nederland             | AV/MV   | AFC Ajax gehuurd          |
| Kevin Brands         | Nederland             | MV      | Willem II gehuurd         |
| Harm Zeinstra        | Nederland             | DM      | FC Emmen                  |
| Elvis Manu           | Nederland             | AV      | Feyenoord gehuurd         |
| Bob Schepers         | Nederland             | AV      | FC Utrecht gehuurd        |
| Marcel Ritzmaier     | Oostenrijk            | MV      | PSV (voetbalclub) gehuurd |
| Tim Coremans         | Nederland             | DM      | NAC Breda                 |
| Bartholomew Ogbeche  | Nigeria               | AV      | Xerez CD                  |
| Paul Mulders         | Filipijnen/ Nederland | MV      | Chiangrai United          |
| Robert van Boxel     | Nederland             | VD      | Sparta Rotterdam          |

### Uit
| Naam                | Nationaliteit       | Positie | Nieuwe club                   |
| ------------------- | ------------------- | ------- | ----------------------------- |
| Mark Diemers        | Nederland           | MV      | FC Utrecht (was gehuurd)      |
| Giovanni Hiwat      | Nederland           | AV      | PEC Zwolle (was gehuurd)      |
| Tim Keurntjes       | Nederland           | MV      | FC Groningen (was gehuurd)    |
| Melvin de Leeuw     | Nederland           | AV      | Ross County FC                |
| Yuri Rose           | Nederland           | MV      | Gestopt                       |
| Dennis Telgenkamp   | Nederland           | DM      | Heracles Almelo (was gehuurd) |
| Adnane Tighadouini  | Nederland           | AV      | Vitesse (was gehuurd)         |
| Tim Bakens          | Nederland           | VD      | De Graafschap                 |
| Frits Dantuma       | Nederland           | MV      | FC Emmen                      |
| Ruud Swinkels       | Nederland           | DM      | Willem II                     |
| Kevin Brands        | Nederland           | AV      | Willem II (was gehuurd)       |
| Leon Broekhof       | Nederland           | VD      | FC Emmen                      |
| Sicco Bouwer        | Nederland           | AV      | Drachtster Boys               |
| Rodney Ubbergen     | Nederland/ Suriname | DM      |                               |
| Oebele Schokker     | Nederland           | MV      | FC Emmen (verhuurd)           |
| Marco van der Heide | Nederland           | MV      |                               |
| Leonard Nienhuis    | Nederland           | DM      | FC Groningen (was verhuurd)   |

## Uitslagen/Programma Eredivisie

### Thuiswedstrijden Cambuur
| Tegenstander    | SR. | Datum               | Uitslag  |
| --------------- | --- | ------------------- | -------- |
| ADO Den Haag    | 34  | 03 mei 14           | 1 - 2    |
| Ajax            | 17  | 15 dec 13           | 1 - 2    |
| AZ              | 30  | 29 maa 14 30 maa 14 | ** 0 - 0 |
| Feyenoord       | 12  | 03 nov 13           | 0 - 2    |
| Go Ahead Eagles | 19  | 19 jan 14           | 2 - 0    |
| FC Groningen    | 3   | 17 aug 13           | 4 - 1    |
| SC Heerenveen   | 20  | 26 jan 14           | 3 - 1    |
| Heracles Almelo | 6   | 14 sep 13           | 2 - 0    |
| NAC Breda       | 1   | 04 aug 13           | 0 - 0    |
| N.E.C.          | 14  | 23 nov 13           | 2 - 1    |
| PEC Zwolle      | 24  | 16 feb 14           | 3 - 1    |
| PSV             | 22  | 05 feb 14           | 1 - 2    |
| RKC Waalwijk    | 28  | 14 maa 14           | 3 - 2    |
| Roda JC         | 25  | 22 feb 14           | 1 - 0    |
| FC Twente       | 9   | 04 okt 13           | 0 - 1    |
| FC Utrecht      | 11  | 26 okt13            | 3 - 1    |
| Vitesse         | 32  | 12 apr 14           | 4 - 3    |

### Uitwedstrijden Cambuur
| Tegenstander    | SR. | Datum               | Uitslag |
| --------------- | --- | ------------------- | ------- |
| ADO Den Haag    | 13  | 09 nov 13           | 3 - 0   |
| Ajax            | 27  | 09 maa 14           | 1 - 1   |
| AZ              | 10  | 20 okt 13           | 3 - 1   |
| Feyenoord       | 33  | 27 apr 14           | 5 - 1   |
| Go Ahead Eagles | 7   | 20 sep 13           | 0 - 0   |
| FC Groningen    | 26  | 02 maa 14           | 1 - 1   |
| SC Heerenveen   | 8   | 29 sep 13           | 2 - 1   |
| Heracles Almelo | 23  | 09 feb 14           | 1 - 1   |
| NAC Breda       | 18  | 21 dec 13           | 1 - 0   |
| N.E.C.          | 31  | 05 apr 14           | 1 - 1   |
| PEC Zwolle      | 4   | 24 aug 13           | 2 - 0   |
| PSV             | 5   | 31 aug 13           | 0 - 0   |
| RKC Waalwijk    | 16  | 07 dec 13           | 2 - 2   |
| Roda JC         | 2   | 09 aug 13           | 2 - 0   |
| FC Twente       | 21  | 02 feb 14           | 3 - 1   |
| FC Utrecht      | 29  | 23 maa 14 02 apr 14 | * 1 - 0 |
| Vitesse         | 15  | 01 dec 13           | 3 - 0   |

Reden andere speeldata:

* Uitgesteld wegens de Nuclear Security Summit 2014

** Europese verplichtingen van AZ.

## Wedstrijdverslagen 2013/14

### Vriendschappelijk 2013/14
|                                                                                     |                          |                 | | |  |
| Vrijdag 28 juni 2013, 19.00 uur                                                     | VV DTD                   | 0 - 8           | SC Cambuur | |  |
|                                                                                     |                          |                 | Erik Bakker Kevin Brands Martijn Barto Mohamed El Makrini Oebele Schokker Paco van Moorsel Michiel Hemmen 2×       | Opstelling SC Cambuur Eerste Helft: Leonard Nienhuis; Wout Droste, Martijn van der Laan, Mart Dijkstra, Lucas Bijker; Erik Bakker, Mohammed El Makrini, Paco van Moorsel; Oebele Schokker, Martijn Barto,                                      |  |
| Bijzonderheden: - Dit was de eerste officiële oefenwedstrijd van het nieuwe seizoen |                          |                 | | |  |
|                                                                                     |                          |                 | | |  |
| Zaterdag 29 juni 2013, 18.00 uur                                                    | VV ONB                   | 1 - 8 ( 0 - 3 ) | SC Cambuur | |  |
| De Fennen, Drachten Vriendschappelijk                                               | ...                      |                 | Erik Bakker (pen) Kevin Brands Martijn Barto Mohamed El Makrini Michiel Hemmen 2x Paco van Moorsel Oebele Schokker | Opstelling SC Cambuur Eerste Helft: Ruud Swinkels, Lucas Bijker, Leon Broekhof, Ramon Leeuwin, Wout Droste, Mohamed El Makrini, Erik Bakker, Tobias Fusciello, Kevin Brands, Michiel Hemmen, Martijn Barto                                     |  |
| Bijzonderheden:                                                                     |                          |                 | | |  |
|                                                                                     |                          |                 | | |  |
| Woensdag 3 juli 2013, 19.00 uur                                                     | Sneek Wit Zwart          | 0 - 5 (0 - 1)   | SC Cambuur | |  |
| Garderen Vriendschappelijk                                                          |                          |                 | Martijn Barto Erik Bakker 2x Michiel Hemmen Kevin Brands                                                           | Opstelling SC Cambuur Eerste Helft: Harm Zeinstra, Wout Droste, Mart Dijkstra, Ramon Leeuwin, Lucas Bijker, Mohamed El Makrini, Paco van Moorsel, Kevin Brands, Jeremy de Graaf, Martijn Barto, Oebele Schokker                                |  |
| Bijzonderheden:                                                                     |                          |                 | | |  |
|                                                                                     |                          |                 | | |  |
| Zaterdag 6 juli 2013, 17.00 uur                                                     | VV Kollum                | 0 - 8 (0 - 3)   | SC Cambuur | |  |
| Kollum Vriendschappelijk                                                            |                          |                 | | Opstelling SC Cambuur Eerste Helft: |  |
| Bijzonderheden:                                                                     |                          |                 | | |  |
|                                                                                     |                          |                 | | |  |
| Dinsdag 9 juli 2013, 19.00 uur                                                      | SC Kootstertille         | 0 - 7 (0 - 3)   | SC Cambuur | |  |
| Kootstertille Vriendschappelijk                                                     |                          |                 | Erik Bakker Michiel Hemmen 2x Jeremy de Graaf Paco van Moorsel Martijn Barto Oliver Feldballe                      | Opstelling SC Cambuur Eerste Helft: Leonard Nienhuis, Marlon Pereira, Martijn van der Laan, Ramon Leeuwin, Wout Droste, Mohamed El Makrini, Erik Bakker, Massih Wassey, Oebele Schokker, Michiel Hemmen, Jeremy de Graaf                       |  |
| Bijzonderheden:                                                                     |                          |                 | | |  |
|                                                                                     |                          |                 | | |  |
| Zaterdag 13 juli 2013, 14.30 uur                                                    | Sparta Rotterdam         | 0 - 2 (0 - 0)   | SC Cambuur | |  |
| Valkenswaard Vriendschappelijk                                                      |                          |                 | Paco van Moorsel Johnny de Vries                                                                                   | Opstelling SC Cambuur Eerste Helft: |  |
| Bijzonderheden:                                                                     |                          |                 | | |  |
|                                                                                     |                          |                 | | |  |
| Woensdag 17 juli 2013, 19.00 uur                                                    | Almere City FC           | 0 - 1 (0 - 0)   | SC Cambuur | |  |
| Menaldum Vriendschappelijk                                                          |                          |                 | Michiel Hemmen | Opstelling SC Cambuur Eerste Helft: Leonard Nienhuis; Wout Droste, Ramon Leeuwin, Martijn van der Laan, Marlon Pereira; Erik Bakker, Mohamed El Makrini, Paco van Moorsel; Oebele Schokker, Michiel Hemmen, Oliver Feldballe                   |  |
| Bijzonderheden:                                                                     |                          |                 | | |  |
|                                                                                     |                          |                 | | |  |
| Dinsdag 23 juli 2013, 19.30 uur                                                     | SC Cambuur               | 0 - 1 (0 - 1)   | Real Mallorca | |  |
| Cambuurstadion, Leeuwarden Vriendschappelijk                                        |                          |                 | T. Sastre | Opstelling SC Cambuur Eerste Helft: Ruud Swinkels, Marlon Pereira, Ramon Leeuwin, Martijn van der Laan, Lucas Bijker, Mart Dijkstra, Erik Bakker, Paco van Moorsel, Oebele Schokker, Martijn Barto, Oliver Feldballe                           |  |
| Bijzonderheden:                                                                     |                          |                 | | |  |
|                                                                                     |                          |                 | | |  |
| Zaterdag 27 juli 2013                                                               | SC Cambuur               | 0 - 2 (0 - 0)   | Elazığspor | |  |
| Cambuurstadion, Leeuwarden Vriendschappelijk                                        |                          |                 | Ahmet Gorkam 2× | Opstelling SC Cambuur Eerste Helft: |  |
| Bijzonderheden: - Deze wedstrijd werd gespeeld op de Open Dag van Cambuur.          |                          |                 | | |  |
|                                                                                     |                          |                 | | |  |
| Vrijdag 11 oktober 2013                                                             | Go Ahead Eagles          | 1 - 1           | SC Cambuur | |  |
| Epe Vriendschappelijk                                                               | Alexander Christovão     |                 | Jeffrey Rijsdijk                                                                                                   | Opstelling SC Cambuur Eerste Helft: Harm Zeinstra, Johnny de Vries, Mart Dijkstra, Martijn van der Laan, Gustavo (gastspeler), Paco van Moorsel, Robert van Boxel, Bart van Brakel, Oebele Schokker, Alexander Christovão en Oliver Feldballe. |  |
| Bijzonderheden:                                                                     |                          |                 | | |  |
|                                                                                     |                          |                 | | |  |
| Vrijdag 11 oktober 2013                                                             | SC Cambuur               | 2 - 1           | De Graafschap | |  |
| Cambuurstadion, Leeuwarden Vriendschappelijk                                        | Ramon Leeuwin Elvis Manu |                 | Tim Vincken | Opstelling SC Cambuur Eerste Helft: Leonard Nienhuis; Marlon Pereira, Martijn van der Laan, Ramon Leeuwin, Lucas Bijker; Mohamed El Makrini, Marcel Ritzmaier, Oebele Schokker, Jody Lukoki, Elvis Manu, Martijn Barto                         |  |
| Bijzonderheden:                                                                     |                          |                 | | |  |

### Eredivisie

#### Speelronde 1 t/m 8 (augustus, september)
|                                                                                    | |               |                                                                                               | |
| Speelronde 1 Zondag 4 augustus 2013, 12.30 uur                                     | SC Cambuur                                                                                         | 0 - 0         | NAC Breda                                                                                     | : Mart Dijkstra |
| Cambuurstadion, Leeuwarden toeschouwers: 9.085 Scheidsrechter: Tom van Sichem      | |               |                                                                                               | Basisopstelling SC Cambuur: Nienhuis, Droste, Leeuwin, Van der Laan, Bijker, Dijkstra, Van Moorsel, Bakker, Schokker, Barto, Feldballe Toegepaste wissels SC Cambuur: '46 Feldballe Lukoki '58 Van Moorsel El Makrini '71 Dijkstra Hemmen |
| Bijzonderheden:                                                                    | |               |                                                                                               | |
| Speelronde 2 Vrijdag 9 augustus 2013, 20.00 uur                                    | Roda JC                                                                                            | 2 - 0 (1 - 0) | SC Cambuur                                                                                    | : Mart Dijkstra |
| Parkstad Limburg Stadion, Kerkrade toeschouwers: 12.335 Scheidsrechter: Kevin Blom | Krisztián Németh 35' Mitchell Donald 90' Guus Hupperts 74' Bart Biemans 82' Ard van Peppen 85'     |               | '65 Martijn van der Laan                                                                      | Basisopstelling SC Cambuur: Nienhuis, Droste, Leeuwin, Van der Laan, Bijker, Dijkstra, El Makrini, Bakker, Lukoki, Barto, Feldballe Toegepaste wissels SC Cambuur: '46 Feldballe Ritzmaier '46 Dijkstra Hemmen '82 Van der Laan Schokker  |
| Bijzonderheden:                                                                    | |               |                                                                                               | |
|                                                                                    | |               |                                                                                               | |
| Speelronde 3 Zaterdag 17 augustus 2013, 18.45 uur                                  | SC Cambuur                                                                                         | 4 - 1 (3 - 0) | FC Groningen                                                                                  | : Ramon Leeuwin |
| Cambuurstadion, Leeuwarden toeschouwers: 9.820 Scheidsrechter: Bas Nijhuis         | Michiel Hemmen 2' Erik Bakker 21' Ramon Leeuwin 45+2' Wout Droste 69' Lucas Bijker 76'             |               | '50 Michael de Leeuw '27 Timo Letschert '52 Rasmus Lindgren '62 Giliano Wijnaldum             | Basisopstelling SC Cambuur: Nienhuis, Droste, Leeuwin, Van der Laan, Bijker, El Makrini, Bakker, Ritzmaier, Lukoki, Hemmen, Schokker Toegepaste wissels SC Cambuur: '54 Hemmen Barto '68 Schokker Feldballe '75 Bakker Dijkstra           |
| Bijzonderheden:                                                                    | |               |                                                                                               | |
|                                                                                    | |               |                                                                                               | |
| Speelronde 4 Zaterdag 24 augustus 2013, 20.45 uur                                  | PEC Zwolle                                                                                         | 2 - 0 (0 - 0) | SC Cambuur                                                                                    | : Ramon Leeuwin |
| IJsseldelta Stadion, Zwolle toeschouwers: 11.000 Scheidsrechter: Björn Kuipers     | Guyon Fernandez 69' Rochdi Achenteh (pen.) 78'                                                     |               |                                                                                               | Basisopstelling SC Cambuur: Nienhuis, Droste, Leeuwin, Van der Laan, Bijker, El Makrini, Bakker, Ritzmaier, Schokker, Barto, Lukoki Toegepaste wissels SC Cambuur: '58 Barto Brands '68 Schokker Feldballe '79 Bakker Van Moorsel         |
| Bijzonderheden:                                                                    | |               |                                                                                               | |
|                                                                                    | |               |                                                                                               | |
| Speelronde 5 Zaterdag 31 augustus 2013, 20.45 uur                                  | PSV                                                                                                | 0 - 0         | SC Cambuur                                                                                    | : Ramon Leeuwin |
| Philips Stadion, Eindhoven toeschouwers: 34.500 Scheidsrechter: Dennis Higler      | Jeffrey Bruma 78'                                                                                  |               | '38 Marcel Ritzmaier '45 Jody Lukoki '90 Wout Droste                                          | Basisopstelling SC Cambuur: Nienhuis, Droste, Leeuwin, Van der Laan, Bijker, El Makrini, Bakker, Ritzmaier, Lukoki, Hemmen, Feldballe Toegepaste wissels SC Cambuur: '58 Feldballe Brands '80 Bakker Van Moorsel '90+1 Lukoki Barto       |
| Bijzonderheden:                                                                    | |               |                                                                                               | |
|                                                                                    | |               |                                                                                               | |
| Speelronde 6 Zaterdag 14 september 2013, 19.45 uur                                 | SC Cambuur                                                                                         | 2 - 0 (1 - 0) | Heracles Almelo                                                                               | : Ramon Leeuwin |
| Cambuurstadion, Leeuwarden toeschouwers: 9.618 Scheidsrechter: Tom van Sichem      | Michiel Hemmen 42' Jason Davidson (e.d.) 88' Erik Bakker 32'                                       |               | '20 Jason Davidson '75 Milano Koenders '77 Bart Schenkeveld                                   | Basisopstelling SC Cambuur: Nienhuis, Droste, Leeuwin, Van der Laan, Bijker, El Makrini, Bakker, Ritzmaier, Lukoki, Hemmen, Feldballe Toegepaste wissels SC Cambuur: '67 Feldballe Brands '75 Bijker Pereira '90 Ritzmaier Dijkstra       |
| Bijzonderheden:                                                                    | |               |                                                                                               | |
|                                                                                    | |               |                                                                                               | |
| Speelronde 7 Vrijdag 20 september 2013, 20.00 uur                                  | Go Ahead Eagles                                                                                    | 0 - 0         | SC Cambuur                                                                                    | : Ramon Leeuwin |
| De Adelaarshorst, Deventer toeschouwers: 7.214 Scheidsrechter: Ed Janssen          | Doke Schmidt 29' Erik Falkenburg 37'                                                               |               | '27 Mohamed El Makrini '30 Erik Bakker '43 Martijn van der Laan                               | Basisopstelling SC Cambuur: Nienhuis, Droste, Leeuwin, Van der Laan, Bijker, El Makrini, Bakker, Ritzmaier, Lukoki, Hemmen, Feldballe Toegepaste wissels SC Cambuur: '46 Feldballe Dijkstra '65 Lukoki Brands '90+1 Hemmen Barto          |
| Bijzonderheden:                                                                    | |               |                                                                                               | |
|                                                                                    | |               |                                                                                               | |
| Speelronde 8 Zondag 29 september 2013, 14.30 uur                                   | SC Heerenveen                                                                                      | 2 - 1 (1 - 0) | SC Cambuur                                                                                    | : Ramon Leeuwin |
| Abe Lenstra stadion, Heerenveen toeschouwers: 26.100 Scheidsrechter: Kevin Blom    | Luciano Slagveer 17' Alfred Finnbogason 67' Ramon Zomer 7' Joey van den Berg 82' Samir Fazli 90+3' |               | '65 Jody Lukoki '36 Mart Dijkstra '42 Marcel Ritzmaier '60 Erik Bakker '90+2 Leonard Nienhuis | Basisopstelling SC Cambuur: Nienhuis, Droste, Leeuwin, Dijkstra, Bijker, El Makrini, Bakker, Ritzmaier, Lukoki, Hemmen, Feldballe Toegepaste wissels SC Cambuur: '46 Dijkstra Van Boxel '65 Feldballe Brands '84 Van Boxel Barto          |
| Bijzonderheden:                                                                    | |               |                                                                                               | |

#### Speelronde 9 t/m 17 (oktober, november, december)
|                                                                                  | |               |                                                                                               | |
| Speelronde 9 Vrijdag 4 oktober 2013, 20.00 uur                                   | SC Cambuur | 0 - 1 (0 - 0) | FC Twente                                                                                     | : Ramon Leeuwin |
| Cambuurstadion, Leeuwarden toeschouwers: 10.000 Scheidsrechter: Richard Liesveld | Wout Droste 27' |               | '49 Luc Castaignos '62 Youness Mokhtar                                                        | Basisopstelling SC Cambuur: Nienhuis, Droste, Leeuwin, Van der Laan, Bijker, Bakker, El Makrini, Ritzmaier, Lukoki, Hemmen, Feldballe Toegepaste wissels SC Cambuur: '53 Leeuwin Dijkstra '53 Feldballe Brands '80 Bakker Schokker                 |
| Bijzonderheden:                                                                  | |               |                                                                                               | |
|                                                                                  | |               |                                                                                               | |
| Speelronde 10 Zondag 20 oktober 2013, 16.30 uur                                  | AZ | 3 - 1 (2 - 1) | SC Cambuur                                                                                    | : Ramon Leeuwin |
| AFAS Stadion, Alkmaar toeschouwers: 15.787 Scheidsrechter: Jochem Kamphuis       | Roy Beerens 35' Aron Jóhannsson 43' Aron Jóhannsson 68' Aron Jóhannsson 29' Maarten Martens 36' Nemanja Gudelj 55' Mattias Johansson 70' Celso Ortíz 77' |               | '6 Michiel Hemmen '65 Martijn van der Laan '85 Paco van Moorsel                               | Basisopstelling SC Cambuur: Nienhuis, Droste, Leeuwin, Van der Laan, Bijker, Bakker, El Makrini, Ritzmaier, Schokker, Hemmen, Lukoki Toegepaste wissels SC Cambuur: '46 Bakker Van Moorsel '46 Schokker Feldballe '82 Ritzmaier Brands             |
| Bijzonderheden:                                                                  | |               |                                                                                               | |
|                                                                                  | |               |                                                                                               | |
| Speelronde 11 Zaterdag 26 oktober 2013, 19.45 uur                                | SC Cambuur | 3 - 1 (0 - 1) | FC Utrecht                                                                                    | : Ramon Leeuwin |
| Cambuurstadion, Leeuwarden toeschouwers: 9.620 Scheidsrechter: Dennis Higler     | Michiel Hemmen 61' Erik Bakker 80' Marcel Ritzmaier 90+1' Ramon Leeuwin 59' Mohamed El Makrini 86'                                                       |               | '10 Yassin Ayoub '51 Mark Diemers '52 Kai Heerings                                            | Basisopstelling SC Cambuur: Nienhuis, Droste, Leeuwin, Van der Laan, Bijker, Bakker, El Makrini, Ritzmaier, Lukoki, Hemmen, Brands Toegepaste wissels SC Cambuur: '83 Brands Christovão '89 Lukoki Feldballe '90+2 Bakker Van Moorsel              |
| Bijzonderheden:                                                                  | |               |                                                                                               | |
|                                                                                  | |               |                                                                                               | |
| Speelronde 12 Zondag 3 november 2013, 14.30 uur                                  | SC Cambuur | 0 - 2 (0 - 1) | Feyenoord                                                                                     | : Ramon Leeuwin |
| Cambuurstadion, Leeuwarden toeschouwers: 10.000 Scheidsrechter: Pol van Boekel   | Ramon Leeuwin 16' Wout Droste 52' |               | '45+1 Lex Immers '73 Mitchell te Vrede '67 Stefan de Vrij                                     | Basisopstelling SC Cambuur: Nienhuis, Droste, Leeuwin, Van der Laan, Bijker, El Makrini, Bakker, Ritzmaier, Lukoki, Hemmen, Brands Toegepaste wissels SC Cambuur: '66 Brands Christovão '74 El Makrini Van Moorsel '80 Hemmen Feldballe            |
| Bijzonderheden:                                                                  | |               |                                                                                               | |
|                                                                                  | |               |                                                                                               | |
| Speelronde 13 Zaterdag 9 november 2013, 20.45 uur                                | ADO Den Haag | 3 - 0 (2 - 0) | SC Cambuur                                                                                    | : Ramon Leeuwin |
| Kyocera Stadion, Den Haag toeschouwers: 9.810 Scheidsrechter: Ed Janssen         | Mathias Gehrt 13' Mike van Duinen 32' Mathias Gehrt 71' Michiel Kramer 31' Mathias Gehrt 49'                                                             |               | '29 Lucas Bijker '76 Erik Bakker                                                              | Basisopstelling SC Cambuur: Nienhuis, Droste, Leeuwin, Van der Laan, Bijker, El Makrini, Bakker, Ritzmaier, Lukoki, Christovão, Brands Toegepaste wissels SC Cambuur: '39 Bijker Pereira '56 Ritzmaier Van Moorsel '77 Brands Schokker             |
| Bijzonderheden:                                                                  | |               |                                                                                               | |
|                                                                                  | |               |                                                                                               | |
| Speelronde 14 Zaterdag 23 november 2013, 19.45 uur                               | SC Cambuur | 2 - 1 (1 - 1) | N.E.C.                                                                                        | : Ramon Leeuwin |
| Cambuurstadion, Leeuwarden toeschouwers: 9.648 Scheidsrechter: Bas Nijhuis       | Mohamed El Makrini 33' Tobias Haitz (e.d.) 71' Bart van Brakel 16' Michiel Hemmen 44' Mohamed El Makrini 49' Martijn van der Laan 51'                    |               | '37 Kevin Conboy '30 Ryan Koolwijk '88 Alireza Jahanbakhsh                                    | Basisopstelling SC Cambuur: Zeinstra, Droste, Leeuwin, Van der Laan, Pereira, Van Brakel, El Makrini, Van Moorsel, Lukoki, Hemmen, Ritzmaier Toegepaste wissels SC Cambuur: '68 Van Moorsel Brands '75 Van der Laan Dijkstra '84 Pereira Van Boxel |
| Bijzonderheden:                                                                  | |               |                                                                                               | |
|                                                                                  | |               |                                                                                               | |
| Speelronde 15 Zondag 1 december 2013, 14.30 uur                                  | Vitesse | 3 - 0 (1 - 0) | SC Cambuur                                                                                    | : Ramon Leeuwin |
| Gelredome, Arnhem toeschouwers: 16.903 Scheidsrechter: Björn Kuipers             | Marko Vejinović 33' Kelvin Leerdam 50' Giorgi Chanturia 90+2'                                                                                            |               | '59 Martijn van der Laan                                                                      | Basisopstelling SC Cambuur: Nienhuis, Droste, Leeuwin, Van der Laan, Pereira, Van Brakel, El Makrini, Bakker, Lukoki, Van Moorsel, Ritzmaier Toegepaste wissels SC Cambuur: '53 Van Moorsel Christovão '73 Bakker Feldballe '83 Lukoki Barto       |
| Bijzonderheden:                                                                  | |               |                                                                                               | |
|                                                                                  | |               |                                                                                               | |
| Speelronde 16 Zaterdag 7 december 2013, 19.45 uur                                | RKC Waalwijk | 2 - 2 (1 - 2) | SC Cambuur                                                                                    | : Ramon Leeuwin |
| Mandemakers Stadion, Waalwijk toeschouwers: 6.493 Scheidsrechter: Eric Braamhaar | Robert Braber 16' Sander Duits (pen) 54' Damiano Schet 54' Damiano Schet 83'                                                                             |               | '34 Michiel Hemmen '37 Michiel Hemmen '53 Mohamed El Makrini '55 Lucas Bijker '55 Wout Droste | Basisopstelling SC Cambuur: Nienhuis, Droste, Leeuwin, Van der Laan, Bijker, Van Brakel, El Makrini, Bakker, Lukoki, Hemmen, Ritzmaier Toegepaste wissels SC Cambuur: '70 Bakker Van Moorsel                                                       |
| Bijzonderheden:                                                                  | |               |                                                                                               | |
|                                                                                  | |               |                                                                                               | |
| Speelronde 17 Zondag 15 december 2013, 12.30 uur                                 | SC Cambuur | 1 - 2 (0 - 1) | Ajax                                                                                          | : Ramon Leeuwin |
| Cambuurstadion, Leeuwarden toeschouwers:10.000 Scheidsrechter: Pieter Vink       | Michiel Hemmen 82' Marcel Ritzmaier 17' Marcel Ritzmaier 90+1'                                                                                           |               | '40 Lasse Schöne '90+2 Davy Klaassen                                                          | Basisopstelling SC Cambuur: Nienhuis, Droste, Leeuwin, Van der Laan, Bijker, Van Brakel, El Makrini, Bakker, Lukoki, Hemmen, Ritzmaier Toegepaste wissels SC Cambuur: '61 Van Brakel Barto '68 Lukoki Christovão '84 Bijker Pereira                |
| Bijzonderheden:                                                                  | |               |                                                                                               | |
|                                                                                  | |               |                                                                                               | |

#### Speelronde 18 t/m 25 (december, januari, februari)
| Speelronde 18 Zaterdag 21 december 2013, 19.45 uur                               | NAC Breda                                                                                      | 1 - 0 (0 - 0) | SC Cambuur                                                                          | : Ramon Leeuwin |
| Rat Verlegh Stadion, Breda toeschouwers: 17.250 Scheidsrechter: Dennis Higler    | Anouar Hadouir 74' Danny Verbeek 90+2'                                                         |               | '64 Wout Droste '81 Michiel Hemmen                                                  | Basisopstelling SC Cambuur: Nienhuis, Droste, Leeuwin, Van der Laan, Bijker, Van Brakel, El Makrini, Bakker, Lukoki, Hemmen, Christovão Toegepaste wissels SC Cambuur: '69 Christovão Dijkstra '78 Van Brakel Barto '87 Bakker Van Boxel |
| Bijzonderheden:                                                                  |                                                                                                |               |                                                                                     | |
|                                                                                  |                                                                                                |               |                                                                                     | |
| Speelronde 19 Zondag 19 januari 2014, 14.30 uur                                  | SC Cambuur                                                                                     | 2 - 0 (1 - 0) | Go Ahead Eagles                                                                     | : Ramon Leeuwin |
| Cambuurstadion, Leeuwarden toeschouwers: 9.345 Scheidsrechter: Ed Janssen        | Marcel Ritzmaier 18' Martijn Barto 65' Lucas Bijker 23' Marcel Ritzmaier 90'                   |               | '17 Sjoerd Overgoor '88 Erik Falkenburg                                             | Basisopstelling SC Cambuur: Nienhuis, Pereira, Leeuwin, Van der Laan, Bijker, El Makrini, Van Moorsel, Ritzmaier, Lukoki, Barto, Manu Toegepaste wissels SC Cambuur: '46 Van Moorsel Bakker '87 Manu Christovão '87 Ritzmaier Van Brakel |
| Bijzonderheden:                                                                  |                                                                                                |               |                                                                                     | |
|                                                                                  |                                                                                                |               |                                                                                     | |
| Speelronde 20 Zondag 26 januari 2014, 12.30 uur                                  | SC Cambuur                                                                                     | 3 - 1 (2 - 0) | SC Heerenveen                                                                       | : Ramon Leeuwin |
| Cambuurstadion, Leeuwarden toeschouwers: 10.000 Scheidsrechter: Serdar Gözübüyük | Elvis Manu 4' Bartholomew Ogbeche 43' Jody Lukoki 69' Jody Lukoki 87'                          |               | '85 Alfred Finnbogason '71 Daley Sinkgraven '86 Alfred Finnbogason                  | Basisopstelling SC Cambuur: Nienhuis, Droste, Leeuwin, Van der Laan, Bijker, El Makrini, Van Moorsel, Ritzmaier, Lukoki, Ogbeche, Manu Toegepaste wissels SC Cambuur: '73 Ogbeche Barto '90 Manu Feldballe                               |
| Bijzonderheden:                                                                  |                                                                                                |               |                                                                                     | |
|                                                                                  |                                                                                                |               |                                                                                     | |
| Speelronde 21 Zondag 2 februari 2014, 14.30 uur                                  | FC Twente                                                                                      | 3 - 1 (0 - 1) | SC Cambuur                                                                          | : Ramon Leeuwin |
| De Grolsch Veste, Enschede toeschouwers: 29.650 Scheidsrechter: Pol van Boekel   | Luc Castaignos 54' Shadrach Eghan 60' Rasmus Bengtsson 79' Dušan Tadić 47'                     |               | '25 Ramon Leeuwin (pen) '54 Lucas Bijker '58 Martijn van der Laan '62 Jody Lukoki   | Basisopstelling SC Cambuur: Nienhuis, Droste, Leeuwin, Van der Laan, Bijker, El Makrini, Van Moorsel, Ritzmaier, Lukoki, Ogbeche, Manu Toegepaste wissels SC Cambuur: '61 Ogbeche Hemmen '61 Van Moorsel Mulders '76 Bakker              |
| Bijzonderheden:                                                                  |                                                                                                |               |                                                                                     | |
|                                                                                  |                                                                                                |               |                                                                                     | |
| Speelronde 22 Woensdag 5 februari 2014, 18.45 uur                                | SC Cambuur                                                                                     | 2 - 1 (1 - 1) | PSV                                                                                 | : Ramon Leeuwin |
| Cambuurstadion, Leeuwarden toeschouwers: 9.600 Scheidsrechter: Pieter Vink       | Elvis Manu 2' Elvis Manu 53'                                                                   |               | '38 Jeffrey Bruma '61 Jürgen Locadia '35 Karim Rekik                                | Basisopstelling SC Cambuur: Nienhuis, Droste, Leeuwin, Van Boxel, Pereira, El Makrini, Bakker, Ritzmaier, Lukoki, Ogbeche, Manu Toegepaste wissels SC Cambuur: '19 Ogbeche Hemmen '67 Lukoki Schepers '81 Van Boxel Feldballe            |
| Bijzonderheden:                                                                  |                                                                                                |               |                                                                                     | |
|                                                                                  |                                                                                                |               |                                                                                     | |
| Speelronde 23 Zondag 9 februari 2014, 12.30 uur                                  | Heracles Almelo                                                                                | 1 - 1 (0 - 1) | SC Cambuur                                                                          | : Ramon Leeuwin |
| Polman Stadion, Almelo toeschouwers: 8.325 Scheidsrechter: Jochem Kamphuis       | Mike te Wierik 89' Ben Rienstra 58' Oussama Tannane 86' Bart Schenkeveld 88'                   |               | '23 Elvis Manu '38 Lucas Bijker                                                     | Basisopstelling SC Cambuur: Nienhuis, Droste, Leeuwin, Van der Laan, Bijker, El Makrini, Bakker, Ritzmaier, Lukoki, Hemmen, Manu Toegepaste wissels SC Cambuur: '63 Bijker Pereira '67 Hemmen Barto '80 Van der Laan Van Boxel           |
| Bijzonderheden:                                                                  |                                                                                                |               |                                                                                     | |
|                                                                                  |                                                                                                |               |                                                                                     | |
| Speelronde 24 Zondag 16 februari 2014, 12.30 uur                                 | SC Cambuur                                                                                     | 3 - 1 (2 - 0) | PEC Zwolle                                                                          | : Ramon Leeuwin |
| Cambuurstadion, Leeuwarden toeschouwers: 9.739 Scheidsrechter: Jeroen Manschot   | Marcel Ritzmaier 9' Martijn Barto 40' Martijn Barto 51' Jody Lukoki 66' Mohamed El Makrini 70' |               | '78 Mateusz Klich '10 Joost Broerse '66 Bram van Polen '70 Thanasis Karagounis      | Basisopstelling SC Cambuur: Nienhuis, Droste, Leeuwin, Van der Laan, Bijker, El Makrini, Bakker, Ritzmaier, Lukoki, Barto, Manu Toegepaste wissels SC Cambuur: '73 Lukoki Schepers '83 Bakker Van Moorsel '90+3 Barto Christovão         |
| Bijzonderheden:                                                                  |                                                                                                |               |                                                                                     | |
|                                                                                  |                                                                                                |               |                                                                                     | |
| Speelronde 25 Zaterdag 22 februari 2014, 19.45 uur                               | SC Cambuur                                                                                     | 1 - 0 (0 - 0) | Roda JC                                                                             | : Ramon Leeuwin |
| Cambuurstadion, Leeuwarden toeschouwers: 9.870 Scheidsrechter: Bas Nijhuis       | Paco van Moorsel 90+2' Elvis Manu 4'                                                           |               | '22 Mitchel Paulissen '29 Kees Luijckx '71 Guy Ramos '87 Kees Luijckx '89 Guy Ramos | Basisopstelling SC Cambuur: Nienhuis, Droste, Leeuwin, Van der Laan, Bijker, Bakker, Van Brakel, Ritzmaier, Lukoki, Barto, Manu Toegepaste wissels SC Cambuur: '66 Bakker Van Moorsel '83 Manu Schepers '90 Van Brakel Mulders           |
| Bijzonderheden:                                                                  |                                                                                                |               |                                                                                     | |

#### Speelronde 26 t/m 34 (maart, april, mei)
| | |               | | |
| Speelronde 26 Zondag 2 maart 2014, 14.30 uur | FC Groningen | 1 - 1 (0 - 0) | SC Cambuur                                                                                                | : Ramon Leeuwin |
| Euroborg, Groningen toeschouwers: 19.709 Scheidsrechter: Kevin Blom | Tjaronn Chery 50' Michael de Leeuw 26' Tom Hiariej 60' Andraž Kirm 75' Hans Hateboer 80' Maikel Kieftenbeld 90+2'                   |               | '77 Elvis Manu (pen) '59 Paco van Moorsel '90+3 Robert van Boxel                                          | Basisopstelling SC Cambuur: Nienhuis, Droste, Leeuwin, Van der Laan, Bijker, Van Moorsel, El Makrini, Ritzmaier, Lukoki, Barto, Manu Toegepaste wissels SC Cambuur: '46 Leeuwin Van Boxel '64 Van Moorsel Hemmen '89 Lukoki Van Brakel   |
| Bijzonderheden: | |               | | |
| | |               | | |
| Speelronde 27 Zondag 9 maart 2014, 16.30 uur | Ajax | 1 - 1 (1 - 0) | SC Cambuur                                                                                                | : Ramon Leeuwin |
| Amsterdam Arena, Amsterdam toeschouwers: 52.354 Scheidsrechter: Danny Makkelie | Siem de Jong 2' |               | '41 Martijn Barto '79 Marcel Ritzmaier '90+3 Ramon Leeuwin '90+4 Martijn Barto '59 Jody Lukoki            | Basisopstelling SC Cambuur: Nienhuis, Droste, Leeuwin, Van der Laan, Bijker, Van Moorsel, El Makrini, Ritzmaier, Lukoki, Barto, Manu Toegepaste wissels SC Cambuur: '46 Manu Hemmen '78 Van Moorsel Dijkstra '84 El Makrini Mulders      |
| Bijzonderheden: | |               | | |
| | |               | | |
| Speelronde 28 Vrijdag 14 maart 2014, 20.00 uur | SC Cambuur | 3 - 2 (2 - 1) | RKC Waalwijk                                                                                              | : Ramon Leeuwin |
| Cambuurstadion, Leeuwarden toeschouwers: 9.638 Scheidsrechter: Tom van Sichem | Bob Schepers 17' Martijn Barto 42' Elvis Manu 85' Elvis Manu 24'                                                                    |               | '21 Damiano Schet '66 Jean-David Beauguel '47 Sander Duits                                                | Basisopstelling SC Cambuur: Nienhuis, Droste, Leeuwin, Van der Laan, Bijker, Van Moorsel, El Makrini, Ritzmaier, Schepers, Barto, Manu Toegepaste wissels SC Cambuur: '62 Schepers Hemmen '81 Van Moorsel Ogbeche '89 Manu Dijkstra      |
| Bijzonderheden: | |               | | |
| | |               | | |
| Speelronde 29 Zondag 23 maart 2014, 14.30 uur | FC Utrecht | - (-)         | SC Cambuur                                                                                                | : |
| Stadion Galgenwaard, Utrecht toeschouwers: Scheidsrechter: - | |               | | Basisopstelling SC Cambuur: Toegepaste wissels SC Cambuur: |
| Bijzonderheden: - Wedstrijd uitgesteld naar 2 april 2014, in verband met Nuclear Security Summit 2014                                                                                     | |               | | |
| | |               | | |
| Speelronde 30 Zondag 30 maart 2014, 14.30 uur | SC Cambuur | 0 - 0         | AZ | : Ramon Leeuwin |
| Cambuurstadion, Leeuwarden toeschouwers: 9.804 Scheidsrechter: Ed Janssen | Jody Lukoki 76' |               | '32 Mattias Johansson '51 Jeffrey Gouweleeuw                                                              | Basisopstelling SC Cambuur: Nienhuis, Droste, Leeuwin, Van der Laan, Bijker, Van Moorsel, El Makrini, Ritzmaier, Lukoki, Barto, Manu Toegepaste wissels SC Cambuur: '62 Barto Hemmen '62 Van Moorsel Ogbeche '79 Lukoki Bakker           |
| Bijzonderheden: - Wedstrijd stond gepland voor zaterdag 29 maart 2014, 19.45 uur. Echter doordat AZ op donderdag 27 maart Europees moest spelen is deze wedstrijd met een dag uitgesteld. | |               | | |
| | |               | | |
| Speelronde 29 Woensdag 2 april 2014, 18.45 uur | FC Utrecht | 1 - 0 (0 - 0) | SC Cambuur                                                                                                | : Ramon Leeuwin |
| Stadion Galgenwaard, Utrecht toeschouwers: 17.531 Scheidsrechter: Björn Kuipers | Jacob Mulenga 56' Tommy Oar 89' |               | '23 Mohamed El Makrini '67 Lucas Bijker '84 Martijn van der Laan                                          | Basisopstelling SC Cambuur: Nienhuis, Droste, Leeuwin, Van der Laan, Bijker, Bakker, El Makrini, Ritzmaier, Lukoki, Barto, Manu Toegepaste wissels SC Cambuur: '63 Barto Hemmen '64 Bakker Ogbeche '70 Lukoki Pereira                    |
| Bijzonderheden: - Wedstrijd stond gepland voor zondag 23 maart 2014, maar wegens de Nuclear Security Summit 2014 werd deze uitgesteld.                                                    | |               | | |
| | |               | | |
| Speelronde 31 Zaterdag 5 april 2014, 19.45 uur | N.E.C. | 1 - 1 (1 - 1) | SC Cambuur                                                                                                | : Mohamed El Makrini |
| De Goffert, Nijmegen toeschouwers: 11.250 Scheidsrechter: Reinold Wiedemeijer | Geoffrey Castillion (pen) 13' Geoffrey Castillion 45' Rens van Eijden 45+2' Ryan Koolwijk 64' Ryan Koolwijk 84' Rens van Eijden 89' |               | '45+2 Mart Dijkstra '60 Mohamed El Makrini '70 Marcel Ritzmaier '86 Paco van Moorsel '86 Marcel Ritzmaier | Basisopstelling SC Cambuur: Nienhuis, Droste, Van Boxel, Van der Laan, Pereira, El Makrini, Ritzmaier, Van Moorsel, Lukoki, Barto, Manu Toegepaste wissels SC Cambuur: '7 Van Boxel Dijkstra '61 Barto Ogbeche                           |
| Bijzonderheden: | |               | | |
| | |               | | |
| Speelronde 32 Zaterdag 12 april 2014, 19.45 uur | SC Cambuur | 4 - 3 (2 - 2) | Vitesse                                                                                                   | : Martijn van der Laan |
| Cambuurstadion, Leeuwarden toeschouwers: 9.639 Scheidsrechter: Kevin Blom | Martijn Barto 25' Kelvin Leerdam (e.d.) 29' Bartholomew Ogbeche 64' Martijn Barto 69'                                               |               | '21 Kelvin Leerdam '39 Christian Atsu '56 Bertrand Traoré '30 Davy Pröpper                                | Basisopstelling SC Cambuur: Nienhuis, Droste, Dijkstra, Van der Laan, Pereira, Bakker, Barto, Van Moorsel, Lukoki, Ogbeche, Manu Toegepaste wissels SC Cambuur: '60 Manu Schepers '74 Nienhuis Zeinstra '89 Ogbeche Hemmen               |
| Bijzonderheden: | |               | | |
| | |               | | |
| Speelronde 33 Zondag 27 april 2014, 14.30 uur | Feyenoord | 5 - 1 (1 - 1) | SC Cambuur                                                                                                | : Ramon Leeuwin |
| De Kuip, Rotterdam toeschouwers: 47.500 Scheidsrechter: Eric Braamhaar | Ruud Vormer 23' Tonny Vilhena 49' Graziano Pellè 72' Tonny Vilhena 87' Jean-Paul Boëtius 90'                                        |               | '43 Martijn Barto '9 Wout Droste '44 Mart Dijkstra '60 Jody Lukoki                                        | Basisopstelling SC Cambuur: Zeinstra, Droste, Leeuwin, Dijkstra, Bijker, Bakker, Van Moorsel, El Makrini, Lukoki, Barto, Manu Toegepaste wissels SC Cambuur: '33 Manu Ogbeche '65 Bakker Ritzmaier '76 Leeuwin Hemmen                    |
| Bijzonderheden: | |               | | |
| | |               | | |
| Speelronde 34 Zaterdag 3 mei 2014, 18.45 uur | SC Cambuur | 1 - 2 (1 - 0) | ADO Den Haag                                                                                              | : Ramon Leeuwin |
| Cambuurstadion, Leeuwarden toeschouwers: 9.955 Scheidsrechter: Edwin van de Graaf | Ramon Leeuwin 35' |               | '73 Michiel Kramer '83 Michiel Kramer                                                                     | Basisopstelling SC Cambuur: Zeinstra, Droste, Leeuwin, Van der Laan, Bijker, Ritzmaier, El Makrini, Van Moorsel, Schepers, Ogbeche, Barto Toegepaste wissels SC Cambuur: '71 Barto Hemmen '86 Ritzmaier Feldballe '87 Van Moorsel Bakker |
| Bijzonderheden: | |               | | |

### KNVB Beker
|                                                                                             | |                                                         | | |
| 2e Ronde Dinsdag 24 september 2013, 19.30 uur                                               | VV Katwijk (Zaterdag Topklasse) | 1 - 6 (0 - 5)                                           | SC Cambuur | : Ramon Leeuwin |
| Sportpark De Krom, Katwijk (Zuid-Holland) toeschouwers: 800 Scheidsrechter: E. van de Graaf | Joost Leonard 54' |                                                         | '18 Kevin Brands '26 Paco van Moorsel '28 Martijn Barto '40 Marcel Ritzmaier '42 Ramon Leeuwin '69 Marlon Pereira '65 Mart Dijkstra                                    | Basisopstelling SC Cambuur: Nienhuis, Droste, Leeuwin, Dijkstra, Pereira, Ritzmaier, Van Moorsel, Brands, El Makrini, Barto, Schokker Toegepaste wissels SC Cambuur: '46 Leeuwin Van Boxel '46 El Makrini De Graaf '75 Ritzmaier Bakker        |
| Bijzonderheden:                                                                             | |                                                         | | |
|                                                                                             | |                                                         | | |
| 3e Ronde Dinsdag 29 oktober 2013, 20.45 uur                                                 | SC Cambuur | 2 - 2 (5-4 pen) (2 - 2) (na 90 min) (2 - 0) (na 45 min) | NAC Breda | : Ramon Leeuwin |
| Cambuurstadion, Leeuwarden toeschouwers: 5.044 Scheidsrechter: Pieter Vink                  | Marcel Ritzmaier 5' Alexander Christovão 45+1' Mart Dijkstra '103 Erik Bakker Jody Lukoki Ramon Leeuwin Martijn van der Laan Mart Dijkstra Lucas Bijker | Penalty's                                               | '58 Mats Seuntjens '84 Anouar Hadouir '65 Mats Seuntjens '76 Anthony Lurling '110 Anouar Hadouir Rydell Poepon Mats Seuntjens Jordy Buijs Kees Kwakman Anthony Lurling | Basisopstelling SC Cambuur: Nienhuis, Droste, Leeuwin, Van der Laan, Bijker, El Makrini, Van Moorsel, Ritzmaier, Lukoki, Christovão, Brands Toegepaste wissels SC Cambuur: '66 Ritzmaier Bakker '76 Brands Feldballe '101 Van Moorsel Dijkstra |
| Bijzonderheden:                                                                             | |                                                         | | |
|                                                                                             | |                                                         | | |
| Achtste Finale Woensdag 18 december 2013, 20.00 uur                                         | SC Cambuur | 0 - 2 (0 - 1)                                           | FC Utrecht | : Ramon Leeuwin |
| Cambuurstadion, Leeuwarden toeschouwers: 5.774 Scheidsrechter: Richard Liesveld             | Martijn Barto '60 Jody Lukoki '69 |                                                         | '13 Leonard Nienhuis (e.d.) '79 Steve De Ridder '90+1 Tommy Oar | Basisopstelling SC Cambuur: Nienhuis, Droste, Van der Laan, Leeuwin, Bijker, Bakker, Van Brakel, Ritzmaier, Lukoki, Barto El Makrini Toegepaste wissels SC Cambuur: '46 Van Brakel Feldballe '72 Lukoki Christovão '83 Bakker Schokker         |
| Bijzonderheden: - SC Cambuur is uitgeschakeld                                               | |                                                         | | |

## Statistieken (Eindstand)
| Speler               | Wed E | Aantal doelpunten Eredivisie | Aantal gele kaarten Eredivisie | Aantal 2× geel Eredivisie | Aantal rode kaarten Eredivisie | Wed B | Aantal doelpunten Beker | Aantal gele kaarten Beker | Aantal 2× geel Beker | Aantal rode kaarten Beker | Wed T | Aantal doelpunten Totaal | Aantal gele kaarten Totaal | Aantal 2× geel Totaal | Aantal rode kaarten Totaal |
| -------------------- | ----- | ---------------------------- | ------------------------------ | ------------------------- | ------------------------------ | ----- | ----------------------- | ------------------------- | -------------------- | ------------------------- | ----- | ------------------------ | -------------------------- | --------------------- | -------------------------- |
| Leonard Nienhuis     | 31    | 0                            | 1                              | 0                         | 0                              | 3     | 0                       | 0                         | 0                    | 0                         | 34    | 0                        | 1                          | 0                     | 0                          |
| Wout Droste          | 33    | 1                            | 6                              | 0                         | 0                              | 3     | 0                       | 0                         | 0                    | 0                         | 36    | 1                        | 6                          | 0                     | 0                          |
| Ramon Leeuwin        | 32    | 3                            | 3                              | 0                         | 0                              | 3     | 1                       | 0                         | 0                    | 0                         | 35    | 4                        | 3                          | 0                     | 0                          |
| Martijn van der Laan | 31    | 0                            | 6                              | 0                         | 1                              | 2     | 0                       | 0                         | 0                    | 0                         | 33    | 0                        | 6                          | 0                     | 1                          |
| Lucas Bijker         | 29    | 0                            | 6                              | 0                         | 1                              | 2     | 0                       | 0                         | 0                    | 0                         | 31    | 0                        | 6                          | 0                     | 1                          |
| Mart Dijkstra        | 14    | 1                            | 2                              | 0                         | 0                              | 2     | 0                       | 2                         | 0                    | 0                         | 16    | 1                        | 4                          | 0                     | 0                          |
| Paco van Moorsel     | 23    | 1                            | 3                              | 0                         | 0                              | 2     | 1                       | 0                         | 0                    | 0                         | 25    | 2                        | 3                          | 0                     | 0                          |
| Erik Bakker          | 27    | 2                            | 4                              | 0                         | 0                              | 3     | 0                       | 0                         | 0                    | 0                         | 30    | 2                        | 4                          | 0                     | 0                          |
| Oebele Schokker      | 8     | 0                            | 0                              | 0                         | 0                              | 2     | 0                       | 0                         | 0                    | 0                         | 10    | 0                        | 0                          | 0                     | 0                          |
| Martijn Barto        | 24    | 8                            | 1                              | 0                         | 0                              | 2     | 1                       | 1                         | 0                    | 0                         | 26    | 9                        | 2                          | 0                     | 0                          |
| Oliver Feldballe     | 15    | 0                            | 0                              | 0                         | 0                              | 2     | 0                       | 0                         | 0                    | 0                         | 17    | 0                        | 0                          | 0                     | 0                          |
| Jody Lukoki          | 32    | 2                            | 7                              | 0                         | 0                              | 2     | 0                       | 1                         | 0                    | 0                         | 34    | 2                        | 8                          | 0                     | 0                          |
| Mohamed El Makrini   | 32    | 1                            | 7                              | 0                         | 0                              | 3     | 0                       | 0                         | 0                    | 0                         | 35    | 1                        | 7                          | 0                     | 0                          |
| Michiel Hemmen       | 25    | 7                            | 2                              | 0                         | 0                              | 0     | 0                       | 0                         | 0                    | 0                         | 25    | 7                        | 2                          | 0                     | 0                          |
| Marcel Ritzmaier     | 31    | 3                            | 5                              | 2                         | 0                              | 3     | 2                       | 0                         | 0                    | 0                         | 34    | 5                        | 4                          | 2                     | 0                          |
| Kevin Brands         | 11    | 0                            | 0                              | 0                         | 0                              | 2     | 1                       | 0                         | 0                    | 0                         | 13    | 1                        | 0                          | 0                     | 0                          |
| Marlon Pereira       | 11    | 0                            | 0                              | 0                         | 0                              | 1     | 1                       | 0                         | 0                    | 0                         | 12    | 1                        | 0                          | 0                     | 0                          |
| Robert van Boxel     | 7     | 0                            | 1                              | 0                         | 0                              | 1     | 0                       | 0                         | 0                    | 0                         | 8     | 0                        | 1                          | 0                     | 0                          |
| Jeremy de Graaf      | 0     | 0                            | 0                              | 0                         | 0                              | 1     | 0                       | 0                         | 0                    | 0                         | 1     | 0                        | 0                          | 0                     | 0                          |
| Alexander Christovão | 8     | 0                            | 0                              | 0                         | 0                              | 2     | 1                       | 0                         | 0                    | 0                         | 10    | 1                        | 0                          | 0                     | 0                          |
| Harm Zeinstra        | 4     | 0                            | 0                              | 0                         | 0                              | 0     | 0                       | 0                         | 0                    | 0                         | 4     | 0                        | 0                          | 0                     | 0                          |
| Bart van Brakel      | 8     | 0                            | 1                              | 0                         | 0                              | 1     | 0                       | 0                         | 0                    | 0                         | 9     | 0                        | 1                          | 0                     | 0                          |
| Elvis Manu           | 15    | 5                            | 3                              | 0                         | 0                              | 0     | 0                       | 0                         | 0                    | 0                         | 15    | 5                        | 3                          | 0                     | 0                          |
| Bartholomew Ogbeche  | 10    | 2                            | 0                              | 0                         | 0                              | 0     | 0                       | 0                         | 0                    | 0                         | 10    | 2                        | 0                          | 0                     | 0                          |
| Paul Mulders         | 3     | 0                            | 0                              | 0                         | 0                              | 0     | 0                       | 0                         | 0                    | 0                         | 3     | 0                        | 0                          | 0                     | 0                          |
| Bob Schepers         | 6     | 1                            | 0                              | 0                         | 0                              | 0     | 0                       | 0                         | 0                    | 0                         | 6     | 1                        | 0                          | 0                     | 0                          |
| Eigen Doel           | X     | 3                            | X                              | X                         | X                              | X     | 0                       | X                         | X                    | X                         | X     | 3                        | X                          | X                     | X                          |
| Totaal               | 34    | 40                           | 58                             | 2                         | 2                              | 3     | 8                       | 4                         | 0                    | 0                         | 37    | 48                       | 62                         | 2                     | 2                          |